# Латеральна петля
Латеральна петля (від. лат. lemniscus lateralis), або слухова петля ― сукупність волокон 2-гих нейронів слухового шляху, які, починаючи в ядрах завиткової частини присінково-завиткового нерва (n. vetibulocochlearis), направляються в задній мозок, утворюють трапецієподібне тіло (corpus trapezoideus) мосту (сукупність білої і сірої речовини моста заднього мозку, утворена волокнами передніх завиткових ядер присінково-завиткового нерва VIII пара черепно-мозкових нервів) і мозкові смужки (striae medullares - біла речовина, межа на дорсальній поверхні заднього і довгастого мозку, утворена волокнами задніх завиткових ядер VIII пари черепно-мозкових нервів), що знаходяться на дні IV шлуночка мозку (ventriculi IV) і, піднімаючись вгору по протилежній стороні моста, закінчуються в ядрах нижніх горбків (colliculi inferiores) покриву (lamina tecti) середнього мозку та медіальних колінчастих тіл (corpi geniculati mediale) проміжного мозку.
Петля Ii (lemniscus) — пучок нервових волокон, що нагадує стрічку, по якому зі спинного мозку і стовбура головного мозку нервові імпульси прямують через середній мозок у кору великих півкуль.